# Дача Муромцева
Да́ча Му́ромцева — общее название исторической дачи Муромцева, дачи председателя первой Государственной думы Сергея Муромцева в Царицыне (Москва), возведённой в 1893 году и разобранной в середине 1960-х годов; 
а также здания более поздней постройки — деревянного дома, возведённого в 1960-х на фундаменте первоначального строения и получившего известность в конце 2000-х годов под аналогичным названием «Дача Муромцева».
В биографии Венедикта Ерофеева современное строение «Дача Муромцева» упоминается как «садовый домик в Царицынском парке», «дом у Мельниковой в Царицыно», «домик в Царицыне». Сам Ерофеев сравнивал дом с родным поселком в Хибинах: «там точно такие же бараки». В воспоминаниях Владимира Садовникова он упоминается как «старый двухэтажный деревянный дом» в «пригородном районе Царицыно»
Историческая дача Муромцева — трёхэтажное деревянное здание с башенками в «шведском стиле». Была построена в конце XIX века (в 1893 году), в связи с повреждениями во время Великой Отечественной войны разобрана, на её месте возведено с сохранением фундамента двухэтажное здание барачного типа. Это здание пострадало от пожара 3 января 2010 года, и было снесено по решению московских властей 7 марта 2010 года. При этом снос здания, который жильцы считают незаконным, власти Москвы представили как «вывоз оставшегося после пожара строительного мусора».
В репортаже информационной передачи Вести-Москва телеканала «Россия 1» сообщалось, что 7 марта 2010 года среди прибывших сносить здание не было судебных приставов, жильцам не предъявили ни исполнительных листов, ни постановлений на снос. «Людей вышвыривали молча, без объяснений. Трактор начал ломать стены, хотя в здании были люди. В конце концов с теми, кто успел забраться на второй этаж и на крышу дома, предельно жёстко разобрался ОМОН в масках». Несколько человек после общения с силовиками были доставлены в больницу.

## История строения
Дача Муромцева в Царицыно была построена в конце XIX века (в 1893 году).
После смерти Сергея Муромцева, его жена, Мария Николаевна Клементова, во время Первой мировой войны (в 1914 году) продала владение купеческой вдове Раисе Ивановне Власовой.
В 1918 году многие царицынские дачи были национализированы. В бывших дачах Н. П. Бахрушина и С. А. Муромцева разместились школы «Бахрушинка» (школа второй ступени) и «Власовка» (школа первой ступени) — школы называли по именам последних владельцев.
В 1937 году для школы построили новое кирпичное здание, а в старое поселили учителей.
В 1939 году в доме получила комнату учительница географии в школе № 2 М. Т. Сохацкая. В этом доме она и её дочь — С. А. Мельникова жили до 1965 года. В 1965 году «Дача Муромцева» была разобрана и на том же фундаменте построили деревянный барак. Это называлось тогда — «капительный ремонт».
Во время Великой Отечественной войны местность усиленно бомбила немецкая авиация из-за близости к крупнейшему городскому элеватору. Во время одной из бомбежек в 1941 году фугасная бомба попала в пруд рядом с домом, и одна из стен дома частично пострадала — отошёл один угол. Щель забили одеялами. Учителя продолжали в нём жить до 1965 года.
В 1965 году дом был разобран. На его месте в 1966 году был построен другой дом — деревянный двухэтажный коридорного (барачного) типа общей площадью 616 м². При постройке нового здания был использован сохранившийся фундамент старой дачи, печи (что видно по сравнению поэтажных планов первого и второго дома) расположены на тех же самых местах.
В 1979 году дом был переведен в нежилой фонд из-за ветхости, жильцам были предоставлены новые квартиры, в которые они и прописались. Формально нежилой дом был передан в пользование Института клинической и экспериментальной медицины (ИКЭМ СО АМН) «для размещения спецоборудования» сроком на пять лет, после чего Академии медицинских наук предписывалось дом снести, а территорию «благоустроить». Однако срок аренды постоянно продлевался и закончился лишь в 1989 году. Все это время в доме продолжали жить несколько семей, в частности, С. А. Мельникова и её дети, родившиеся в этом доме, — Н. Ю. Болдырев, Т. Н. Болдырева, Ф. Н. Болдырев. У Н. Ю. Болдырева и Т. Н. Болдыревой в процессе проживания в доме родилось по трое детей.
Дом снесён не был, и в 1990 году Красногвардейский райисполком передал его на баланс коммерческого центра «Меркурий» безо всяких условий. «Меркурий», в качестве собственника, в апреле 1991 года дал письменное разрешение шести гражданам и их семьям (в частности, семье Болдырева Н. Ю.) на проживание в доме без прописки, при условии содержания дома и территории за их счёт.
3 июня 1991 года «Меркурий» списал дом со своего баланса. Дом 3 по 5-й Радиальной улице прекратил своё формальное существование.
В конце 2005 года, согласно полученному 24 октября 2005 года ответу на запрос в Департаменте земельных ресурсов города Москвы, земельно-правовые отношения на участок, где находился дом, оформлены не были.
В 2006 году жильцы обратились в суд с требованием признать за ними права собственности на дом на основании ст. 234 ГК РФ. В суде Департамент имущества города Москвы отказался быть ответчиком, поскольку «дом не находится на балансе Департамента имущества». Также отказались быть ответчиками Департамент жилищной политики и жилищного фонда, мотивируя это тем, что «дом не является жилым».
28 августа 2007 года Правительство Москвы, не дожидаясь завершения судебного разбирательства о признании прав собственности за жителями дома, передало дом в управление государственному музею-заповеднику «Царицыно» (ГМЗ Царицыно).
10 октября 2007 года префектура передала участок вместе с домом под «стоянку уборочной техники и электромобилей» на срок 11 месяцев 28 дней со дня выхода данного распоряжения.
25 октября 2007 года правами собственности на дом по адресу 5-я Радиальная, 3 не владел никто, о чём свидетельствовала выписка из Реестра прав собственности.
3 января 2010 года дом был практически полностью уничтожен пожаром, причиной которого, по предположениям жильцов дома, стал поджог.
7 марта 2010 года дом был снесён без предъявления каких-либо правовых документов, кроме разрешения на «вывоз строительного мусора».
Префектура заявила в суде, что права собственности на дом принадлежат ей (основание — выписка из реестра объектов недвижимости города Москвы, предоставленный без каких-либо входящих и исходящих номеров). Однако до начала судебного разбирательства дома не было даже в Едином государственном реестре (и на момент 10.09.2008 также).
Ещё до окончания судебного разбирательства о праве жильцов на дом префектура стала распоряжаться территорией и домом как собственник, по документам таковым не являясь. Проводятся попытки запугать жильцов. Постоянные и жестокие рейды милиции.
В сентябре 2008 года вновь было получено подтверждение из Единого государственного реестра, что дома в реестре нет (но предоставлены документы на госрегистрацию собственности на этот объект; речь, судя по всему — о Москве).
Тем временем идут судебные разбирательства о праве собственности жильцов на дом.
Для доказательств этих прав необходимо подтвердить добросовестное и открытое владение домом в течение 15 лет.
Суды не приняли в качестве доказательств показания свидетелей на основании того, что свидетели — знакомые жильцов. Дважды (районный и городской) суды отказали истцам признать их право собственности на нежилое строение по адресу 5-я Радиальная, 3.
Важно: вышеприведенная претензия — единственная. По вопросам о праве заселения и проживания в доме, по вопросам коммунальных платежей либо наличия/отсутствия у жильцов другого жилья суд к истцам вопросов не имеет.
Часть из семей жила в доме по настоящее время.

## Культурная история дачи Сергея Муромцева и дома 3 по 5-й Радиальной («Дачи Муромцева»)

### Начало XX века
Хозяин исторической дачи — Сергей Муромцев, русский юрист, публицист и политический деятель, профессор Московского университета, Председатель Первой Государственной думы (1906), соавтор проекта «Основного закона Российской империи».
Дача была построена на деньги Марии Климентовой, супруги Сергея Муромцева, известной оперной певицы. Она на протяжении 10 лет по личному настоянию П. И. Чайковского исполняла партию Татьяны в опере «Евгений Онегин» в Большом театре.
В середине 1900-х годов соседнюю дачу Ероховых, которая находилась на 7-й Радиальной улице, посещал не особенно известный в то время, но подающий кое-какие надежды «беллетриста», Иван Бунин, там же он познакомился с племянницей Сергея Муромцева Верой.
В 1906 году Вера Муромцева и Иван Бунин вступили в гражданский брак (официально оформили отношения в 1922 году). В Москве они жили мало — Бунин любил путешествовать.

### История дома 3 по 5-й Радиальной
В доме, построенном в 1960-х годах на месте дачи Сергея Муромцева, гостили, жили, работали многие известные деятели культуры: писатель Венедикт Ерофеев, режиссёр Борис Юхананов, художник Константин Васильев, скульптор Вячеслав Клыков, режиссёр Иван Максимов.
Из остатков старинного дома семья С. А. Мельниковой на краю территории, окружавшей дом, построили маленький «домик» — флигель — памятник старому дому. Домик состоял из комнаты и террасы по 7 м². каждая. Декор от старого дома украшал его. Именно в этом домике с начала весны 1973 года и жил В. Ерофеев в качестве гостя С. Мельниковой, здесь он написал эссе «Василий Розанов глазами эксцентрика». В доме собирались московские «неформалы» — издатели журнала «Вече» (один из них, Осипов Владимир Николаевич был арестован 28 ноября 1974 и приговорён Владимирским областным судом 26 сентября 1975 снова по ст. 70 УК РСФСР к 8 годам лишения свободы). В Царицыне В. Ерофеев познакомился со своей будущей женой Галиной Носовой и уехал из Царицына уже к ней, в её московскую квартиру осенью 1973 года. «Василий Розанов глазами эксцентрика» был опубликован спустя месяц после написания в самоиздате — летом 1973 г. («Вече» № 8 19.07.1973 г.). В интернете ходит неверная информация о том, что Венедикт Ерофеев попал с белой горячкой в клинику им. Кащенко во время проживания в этом доме. На самом деле В. Ерофеев первый раз попал в клинику им. Кащенко в 1976 г. в очень тяжёлом состоянии, где навестил его по его просьбе старший сын С. Мельниковой — Николай Болдырев.

### Новейшая история «Дачи Муромцева»

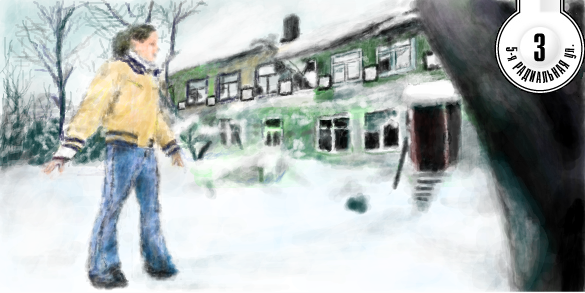
Зарисовка «Дачи Муромцева», 2010 год

В доме был создан музей, посвящённый жизни поселка Царицыно, выдающимся людям, которые в разное время здесь бывали или жили, музей истории непростой жизни нескольких поколений.
В музее проводились встречи ветеранов Царицыно, устраивались детские кукольные спектакли для детей, студенческие семинары, вечера общения многодетных семей, производились публичные чтения произведений современной литературы; лауреат премии «Ника» — режиссёр Иван Максимов, устраивал коллективные просмотры и обсуждения современной российской анимации.

## Заявка на признание дачного участка 5-я Радиальная, 3 объектом культурного наследия
15 мая 2009 года представителями общественного движения «Архнадзор» Ю. В. Мезенцевой и К. П. Михайловым в установленном порядке была подана заявка на признание достопримечательным местом объекта культурного наследия «Дачные участки старого Царицына, связанные с именами видных деятелей отечественной истории и культуры — С. А. Муромцева, И. А. Бунина, Вен. Ерофеева, К. Васильева и др., 1900—1970-е гг.», находящихся по адресу 5-я Радиальная ул., д. 3 (дачный участок С.А Муромцева) и 7-я Радиальная ул., б/н (ворота и участок дачи Ероховых). 
В соответствии с Положением о Городском реестре недвижимого культурного наследия, утверждённым Постановлением Правительства Москвы от 18 июля 2006 года № 510-ПП, информация об участке даче С. Н. Муромцева и воротах и участке дачи Ероховых как о «заявленных объектах» была включена в Реестр и в его открытое электронное представление в сети Интернет под названием «Дача С. Н. Муромцева, где в течение 20 лет жил и работал И. А. Бунин» и «Устои кирпичных ворот дачи Ероховых, кон. XIX — нач. XX в.». По заявлению координатора общественного движения «Архандзор», заявка была отклонена, потому что в 1990-х годах она уже подавалась, но с другой формулировкой.
В Европейском суде по правам человека рассматривался иск жителей дома о его неправомерном сносе.
О доме и его жителях было снято несколько документальных фильмов. Один из них, снятый Е. Дулаевой и Г. Дудниченко, готовится к показу на международных кинематографических площадках, и в настоящий момент доступен на площадке Vimeo.com.

## Галерея

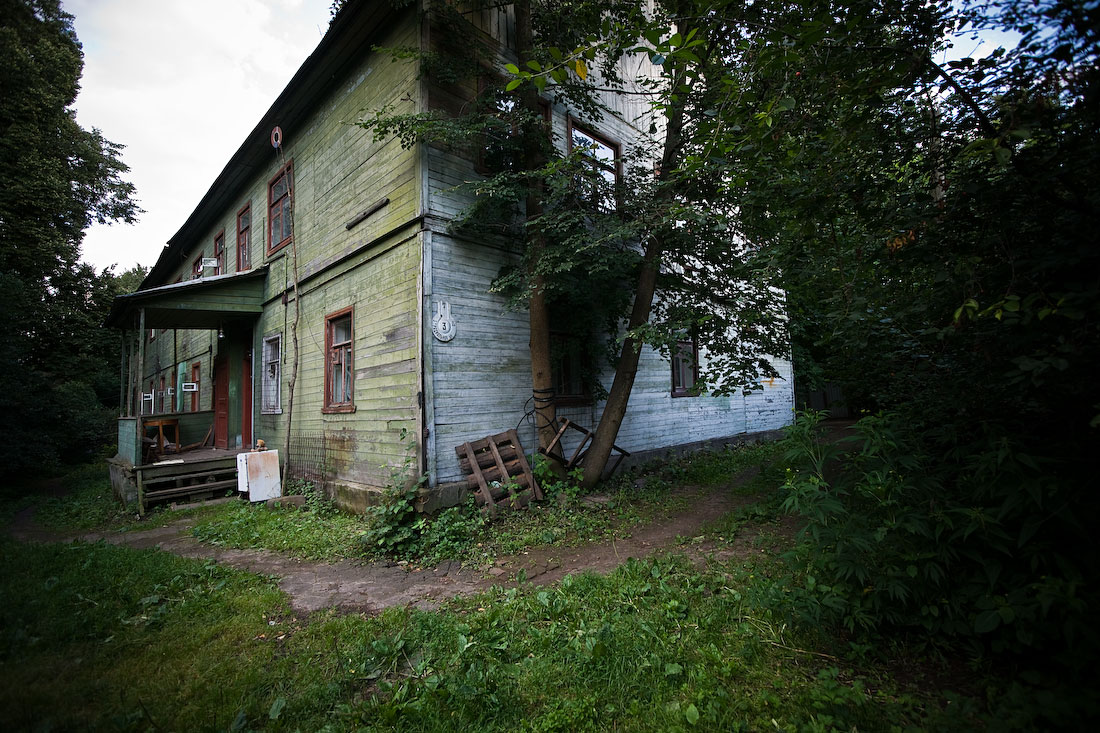
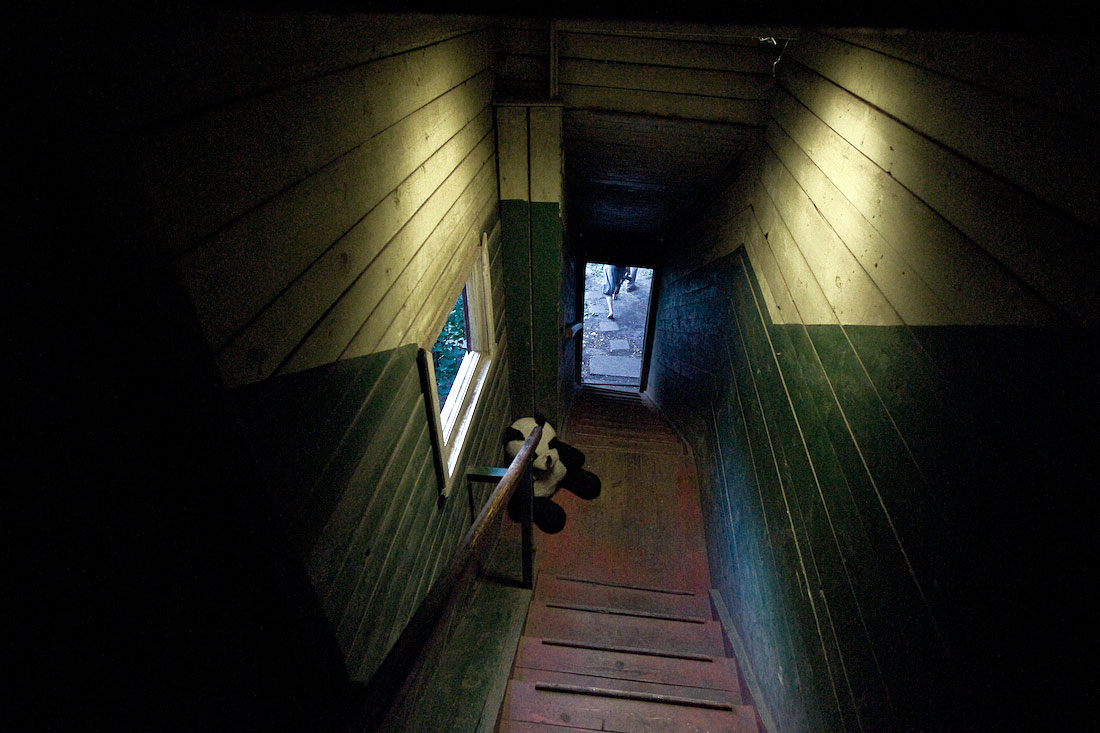
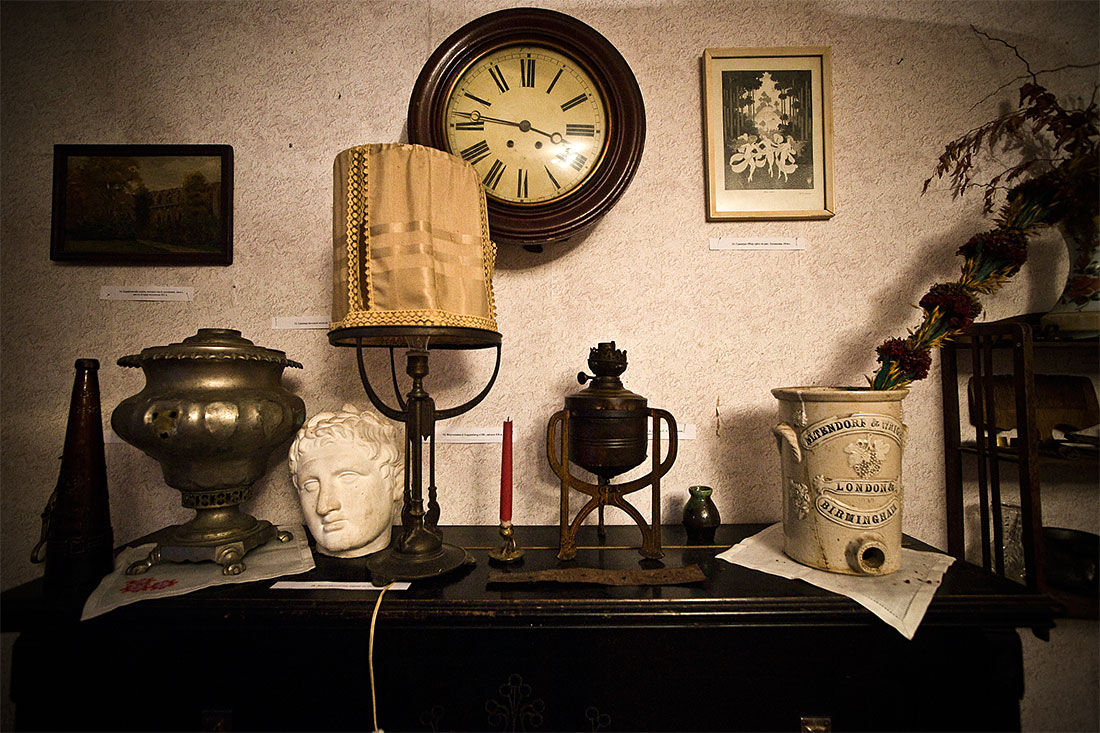
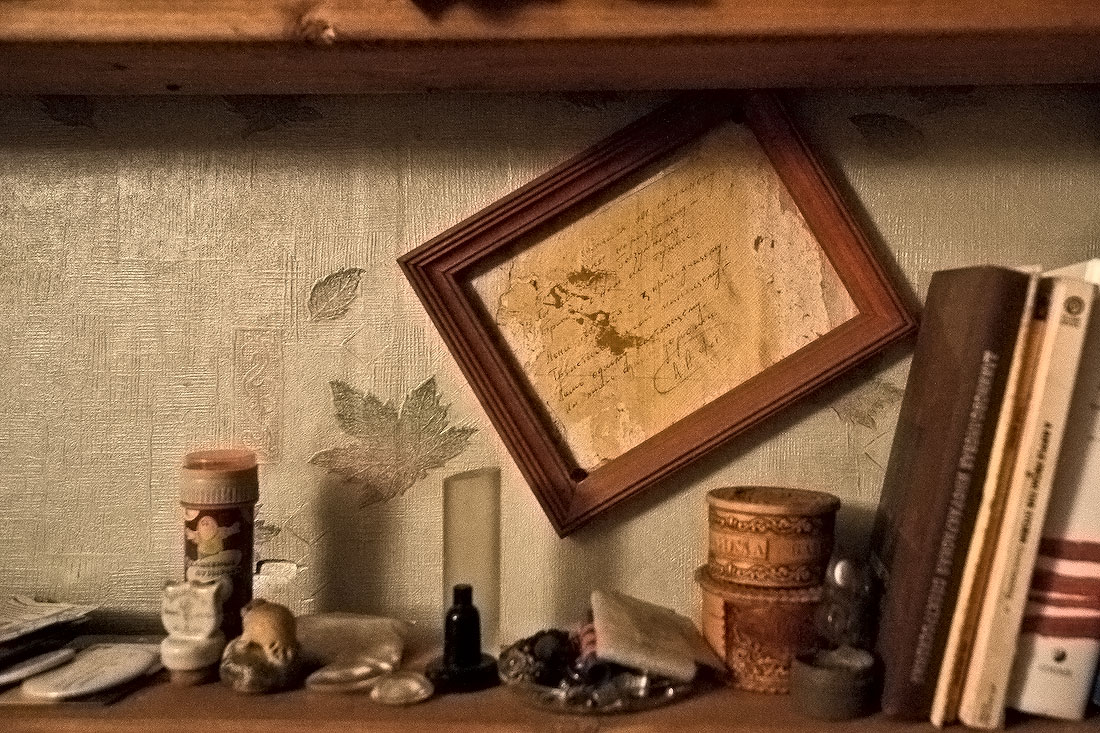
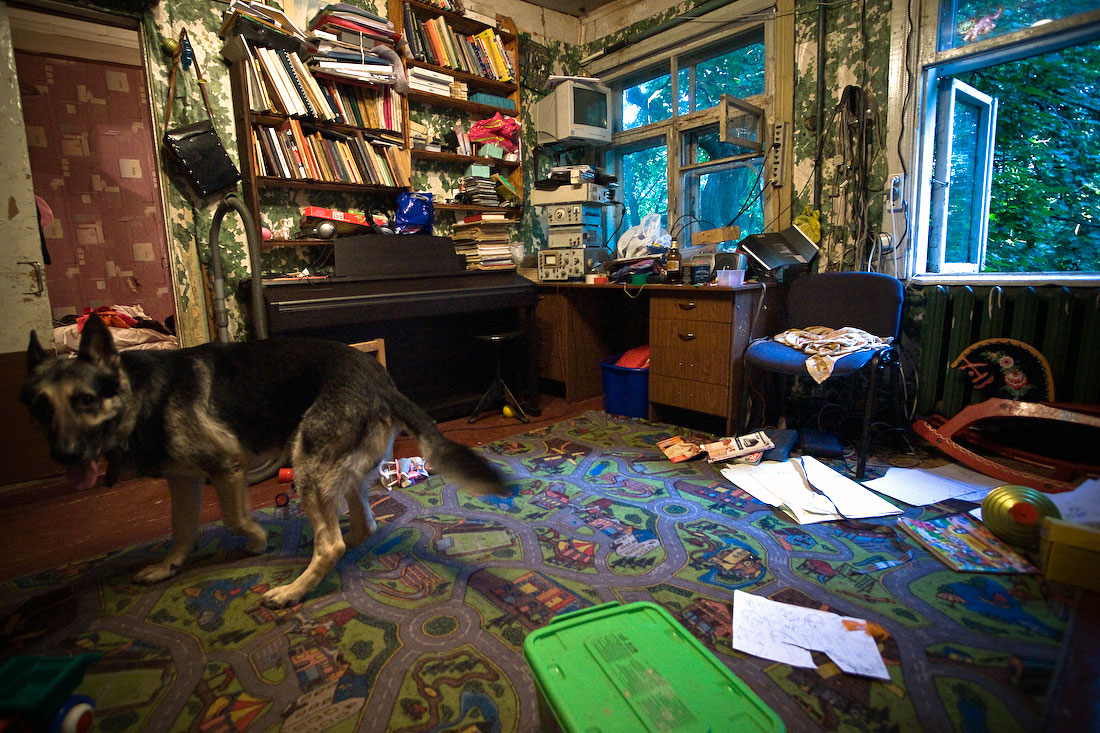
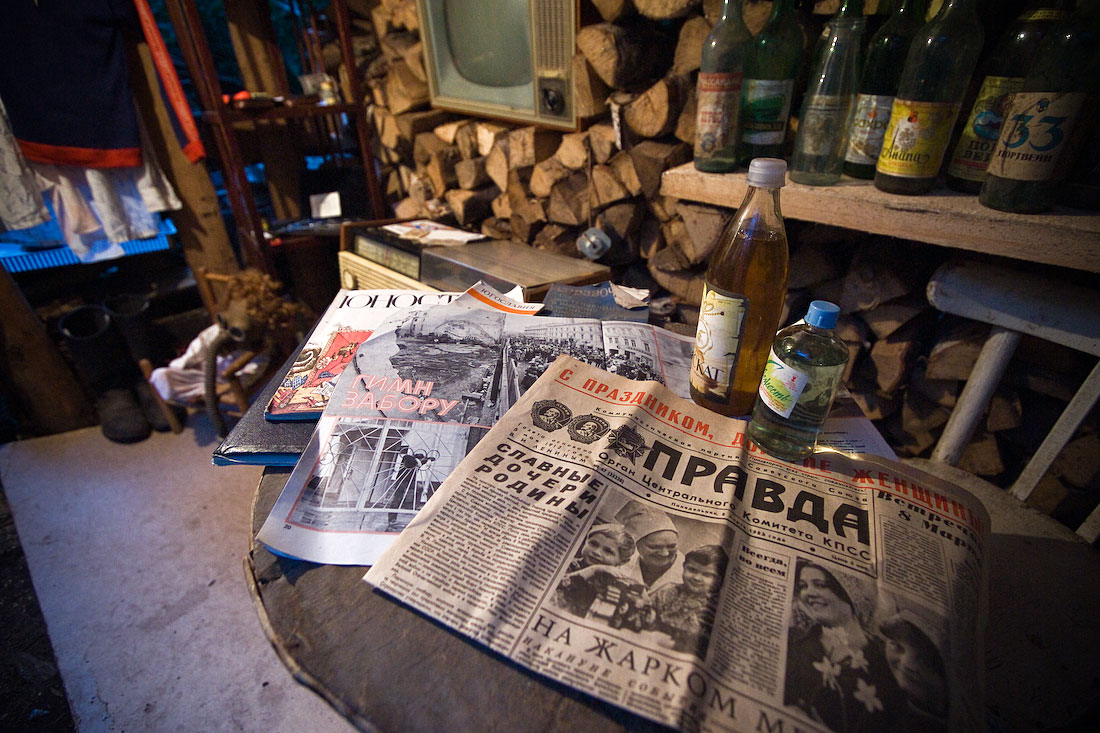